# Сборная Азербайджана по футболу (до 17 лет)
Сборная Азербайджана по футболу до 17 лет (азерб. Gənclər arasında U-17 Azərbaycan Milli Futbol komandası) созывается для проведения международных матчей на уровне игроков не старше 17 лет. Управляется Ассоциацией футбольных федераций Азербайджана.
Главным континентальным турниром для сборной является Чемпионат Европы по футболу среди юношей до 17 лет, успешное выступление на котором позволяет получить путёвку на Чемпионат мира по футболу среди юношеских команд. Также может участвовать в товарищеских и региональных матчах.

## Чемпионат Европы 2007
Осенью 2006 года и в марте 2007 года сборная приняла участие в квалификационном и элитном раунде отборочного турнира к чемпионату Европы 2007.
В группе 6 квалификационного раунда, который прошёл с 23 по 28 сентября 2006 года, сборная заняла второе место, обыграв Латвию (2:1), уступив Ирландии (0:2) и сыграв вничью с Данией (0:0). 
В элитном раунде, прошедшем с 23 по 28 марта 2007 года, сборная заняла третье место, проиграв Сербии (5:1), Англии (1:0) и выиграв у Боснии и Герцеговины (1:0). 
Матчи прошли в Боснии и Герцеговине.
Главным тренером сборной на турнире был Яшар Вахабзаде.

## Турнир памяти Гранаткина
В январе 2009 года сборная приняла участие на турнире памяти Гранаткина, проиграв Беларуси (0:1), России (0:2), Чили (0:1). В матче за 7 место обыграли Латвию (2:0).

## Кубок президента Казахстана 2018
С 24 по 28 августа 2018 года сборная приняла участие в Кубке президента Казахстана по футболу. В группе А команда заняла первое место, обыграв Кыргызстан (3:0) и сыграв вничью с Казахстаном (1:1).
В финале команда проиграла юношеской команде Краснодара (до 17 лет) (0:0, по пен. 0:3), заняв второе место на турнире.

## Чемпионат Европы 2020
В отборочном турнире к чемпионату Европы 2020, прошедшем с 25 сентября по 19 ноября 2019 года, в группе 9 сборная заняла 4 место, выиграв у Греции (1:0), проиграв Германии (2:0) и Казахстану (2:0).

## Чемпионат Европы 2024
В отборочном турнире к чемпионату Европы 2024, прошедшем с 21 по 27 октября 2023 года в Сербии, в группе 4 сборная заняла 4 место, проиграв Сербии (1:5), Словении (0:3) и сыграв вничью с Люксембургом (1:1).

## Иные турниры
В августе 2013 года сборная заняла третье место на турнире в Паланге (Литва) обыграв Беларусь (1:0), уступив Литве (0:1) и обыграв Латвию (1:0).

### Турнир развития УЕФА 2025
С 14 по 19 апреля 2025 года сборная приняла участие в Турнире развития УЕФА 2025, который прошёл в Кишинёве (Молдова). 14 апреля сборная проиграла Молдове (0:1), 16 апреля выиграла у Грузии (1:0), 19 апреля проиграла Эстонии (1:2).

## Товарищеские матчи
2 апреля 2008 года сборная сыграла вничью со сборной России (2:2).

## Главные тренеры
- Яшар Вахабзаде (2006 — 2007)[1]
- Физули Мамедов (2023)[23]
- Ильхам Ядуллаев (2024)[24]